# Ястшембя (Радомський повіт)
Ястшембя (пол. Jastrzębia) — село в Польщі, у гміні Ястшембія Радомського повіту Мазовецького воєводства.
Населення — 989 осіб (2011).

## Демографія
Демографічна структура станом на 31 березня 2011 року:
|          | Загалом | Допрацездатний вік | Працездатний вік | Постпрацездатний вік |
| -------- | ------- | ------------------ | ---------------- | -------------------- |
| Чоловіки | 477     | 96                 | 346              | 35                   |
| Жінки    | 512     | 121                | 316              | 75                   |
| Разом    | 989     | 217                | 662              | 110                  |